# Questão do Amapá

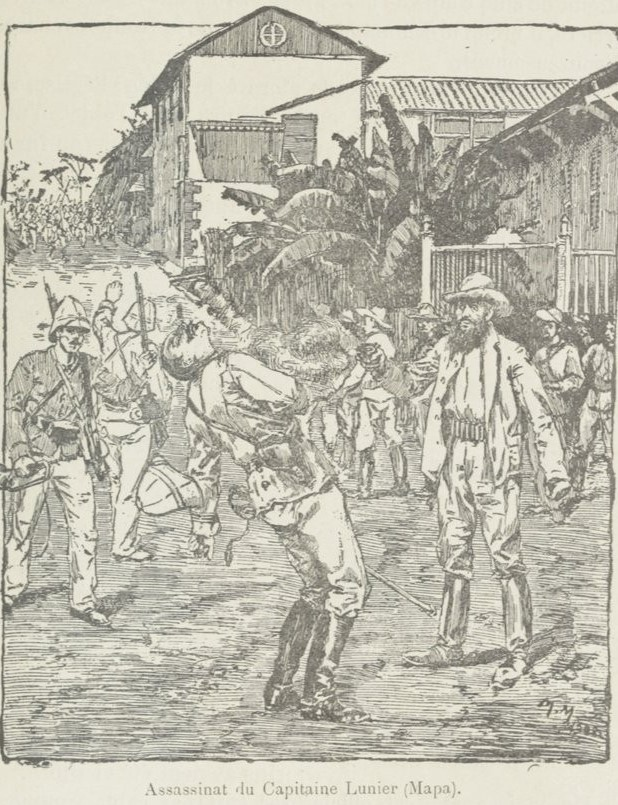
Morte do capitão Lunier durante a invasão na cidade de Amapá, ilustração francesa publicada em 1912

A Questão do Amapá, conhecida na França como Contestado Franco-Brasileiro, foi uma disputa territorial levantada entre a França e o Brasil, sobre a questão da delimitação da fronteira entre a Guiana Francesa e o estado brasileiro do Amapá, também conhecido como Guiana Brasileira. Todo um vasto território foi reivindicado pelos dois Estados.
A história da questão remonta ao Tratado de Utreque de 1713, delimitando as áreas pertencentes a França e Portugal. Portugal, e mais tarde o Brasil, argumentava que a área inteira da bacia norte do rio Oiapoque pertencia a si, enquanto os franceses reivindicavam o interior do território.
Como resultado, a arbitragem tornou-se essencial para resolver uma disputa que remontava a quase duzentos anos. O Brasil já havia se oferecido, em 1856, para dividir o território disputado tomando como limite o rio Calçoene. Mas a França recusou esta partilha, reivindicando os seus direitos sobre o Araguari. O território em questão, portanto, incluía todo o norte do estado do Pará, nordeste do estado do Amazonas e parte do leste de Roraima. Representava uma área de 550 000 km², maior que a França continental. A descoberta de ouro na região reacendeu o interesse mútuo pela posse definitiva do território, com a fundação de duas repúblicas não reconhecidas na região.
Em 1895, tensões fronteiriças eclodiram num evento conhecido no Brasil como Intrusão Francesa no Amapá, uma escaramuça que envolveu 340 tropas e causou mais de 100 mortes de militares e civis. Sob grande pressão da sociedade em ambos países, uma arbitragem por parte do presidente da Suíça, Walter Hauser, deu parecer favorável ao Brasil em 1900.

## Origem

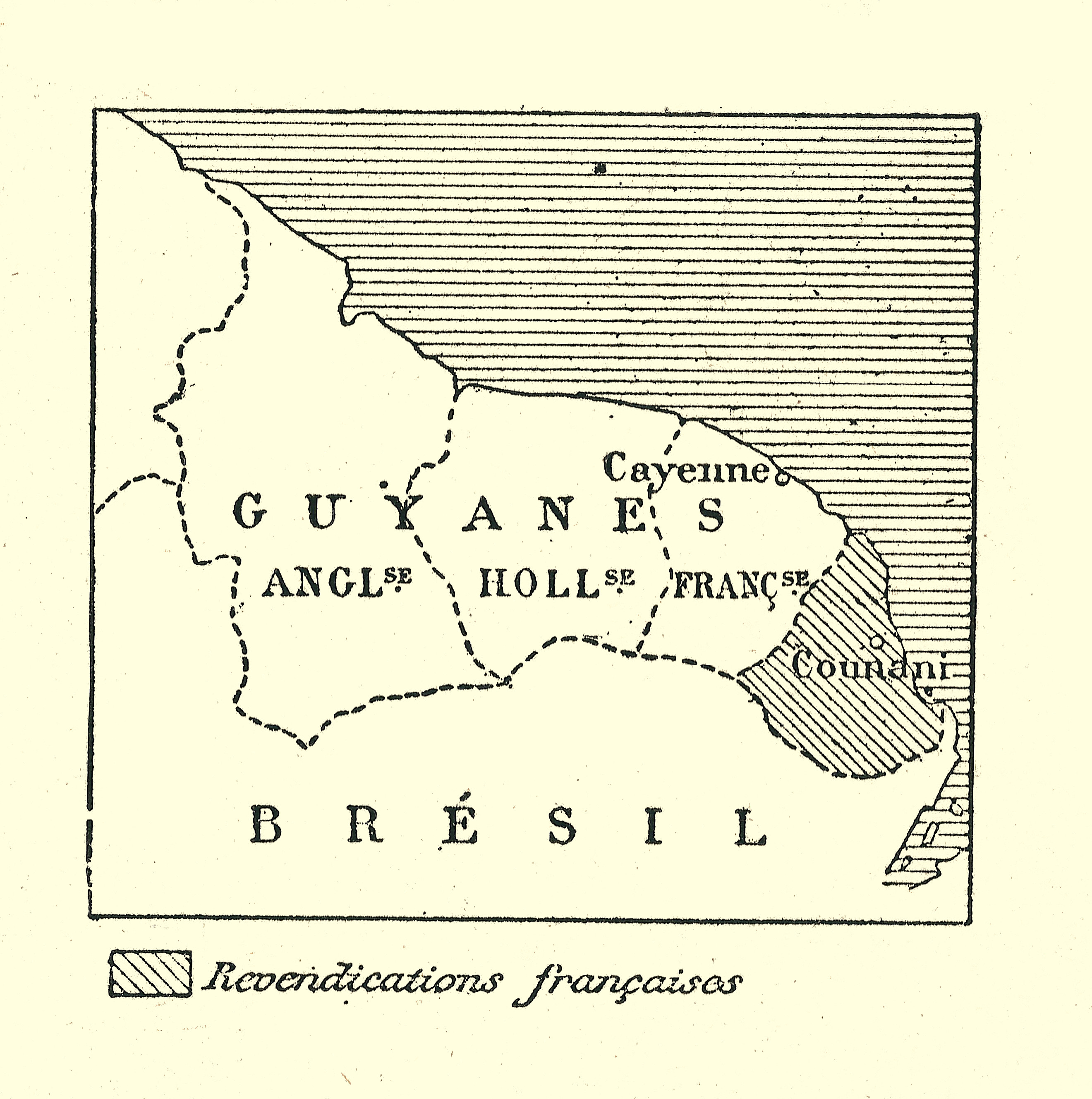
Mapa francês da Guiana Britânica, Guiana Holandesa e Guiana Francesa e parte da área disputada.

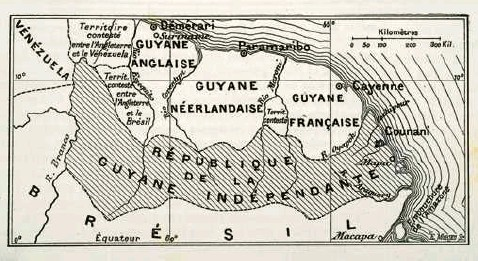
Localização da República de Cunani, em mapa de 1886.

A região disputada encontra, ao norte, as Guianas Inglesas e Holandesas, as Montanhas Tumuc-Humac e o rio Oiapoque; À leste, o Oceano Atlântico; no Sul, o rio Araguari até sua nascente (em teoria; na prática, da bifurcação do curso para Norte, junto à sede municipal de Porto Grande), e, desta nascente uma linha paralela do rio Amazonas ao rio Branco; a oeste, o Rio Branco (no atual estado de Roraima).
A disputa remonta ao Tratado de Utrecht, que diz (art. 8º): "Que a navegação do Amazonas, assim como as duas margens do rio, pertencerá a Portugal, e que o rio de Japoc ou Vincent Pinson servirá de limite às duas colônias." O rio Japoc é identificado pelos portugueses e brasileiros como o Oiapoque, e pelos franceses como o Araguari, tendo também sido conhecido como Rio de Vicente Pinzón por séculos, sendo parte do motivo da disputa a definição deste rio. Quanto ao interior, os brasileiros dizem que a margem norte do Amazonas significa toda a bacia norte deste rio; os franceses dizem que só a costa é brasileira e o interior é francês, discordando da definição de que canais e afluentes constituíam cada rio.
Na época da revolta da Cabanagem (1835-1840), os franceses, apoiando os rebeldes locais, construíram uma fortificação próxima ao Amapá, mais precisamente em uma localidade banhada pelo Lago Ramudo. Esta guarnição francesa foi descoberta pelo Capitão Harris que imediatamente informou o Governo Imperial do Brasil. Dom Pedro II resolveu então, com seu homólogo francês Napoleão III, neutralizar a região disputada pelos dois países e que corresponde à região hoje localizada entre os rios Oiapoque e Araguari.
A zona passou assim a ser chamada de "Contestado Franco-Brasileiro" e a ter dois representantes: um brasileiro residente em Belém e um francês residente em Caiena. A capital do Contestado era então a pequena cidade do Espírito Santo do Amapá, hoje incluída no município de Oiapoque. A descoberta de ouro no rio Calçoene, em 1893-4, pelos garimpeiros paraenses de Curuçá veio despertar os maiores interesses da França e do Brasil pela posse definitiva do Território. Do lado francês foi nomeado Trajano Benitez, escravo fugitivo de Cametá, no Pará, que foi recebido na região de Cunani, hoje distrito de Calçoene, como delegado francês. Em Cunani, colonos franceses tentaram duas vezes, sem sucesso, estabelecer repúblicas independentes desde 1886. No Amapá, foi Eugène Voissien quem representou os interesses franceses, e mais tarde proibiu os brasileiros de acessar os campos de ouro, dando direitos de extração exclusivos aos crioulos de Caiena. Em Cunani, Trajano praticava a repressão aos brasileiros que vieram se estabelecer. Chegou ao ponto de derrubar a bandeira brasileira e hastear a bandeira francesa no seu lugar, ao som da Marselhesa.

## Resistência brasileira
Com a situação criada por Voissien, os habitantes do Amapá começaram a reagir e seu primeiro ato foi neutralizar os direitos do representante francês.
Reunida em 26 de dezembro de 1894, a população depôs Voissien e criou um governo triunvirato, do qual assumiu a presidência o cônego Domingos Maltez, com Francisco Xavier da Veiga Cabral, vulgo Cabralzinho, e Desidério Antônio Coelho como conselheiros. A ideia do Triunvirato partiu de Coelho que havia escolhido o dia 10 do mesmo mês para assumir a chefia de um governo independente no Amapá. Ele propôs uma nova reunião para que a administração fosse exercida por três pessoas. No dia seguinte foi criado o paramilitar Exército de Defesa do Amapá, na tentativa de garantir a ordem local. A formação do governo triunvirato foi então comunicada a Belém, capital estadual.
Em 1895, o cônego Domingos Maltez deixou a presidência do Triunvirato, assumida por Cabralzinho. Uma das primeiras medidas tomadas por este foi responder a uma carta assinada pela população de Cunani relatando o comportamento de Trajano no local. Sem tentar praticar nenhuma investigação, como era costume nesse tipo de situação, Cabralzinho enviou uma guarnição a Cunani para prender Trajano. O major Félix Antonio de Souza foi encarregado da missão, e fez a proclamação oficial do Triunvirato aos brasileiros deste distrito.
No 1° de Maio de 1895, no município do Amapá, Cabralzinho, repeliu os franceses sob o comando do capitão Lunier que viera libertar Trajano. Esse fato foi o mais radical da questão do Controvérsia do Amapá, que foi resolvida apenas cinco anos depois, por meio de arbitragem internacional.
Os franceses estavam obedecendo às ordens do governador de Caiena, Camille Charvein, que queria a prisão imediata de Cabralzinho caso ele não libertasse o delegado francês Trajano, que havia sido capturado pelo Exército de Defesa do Amapá.

## Ataque francês

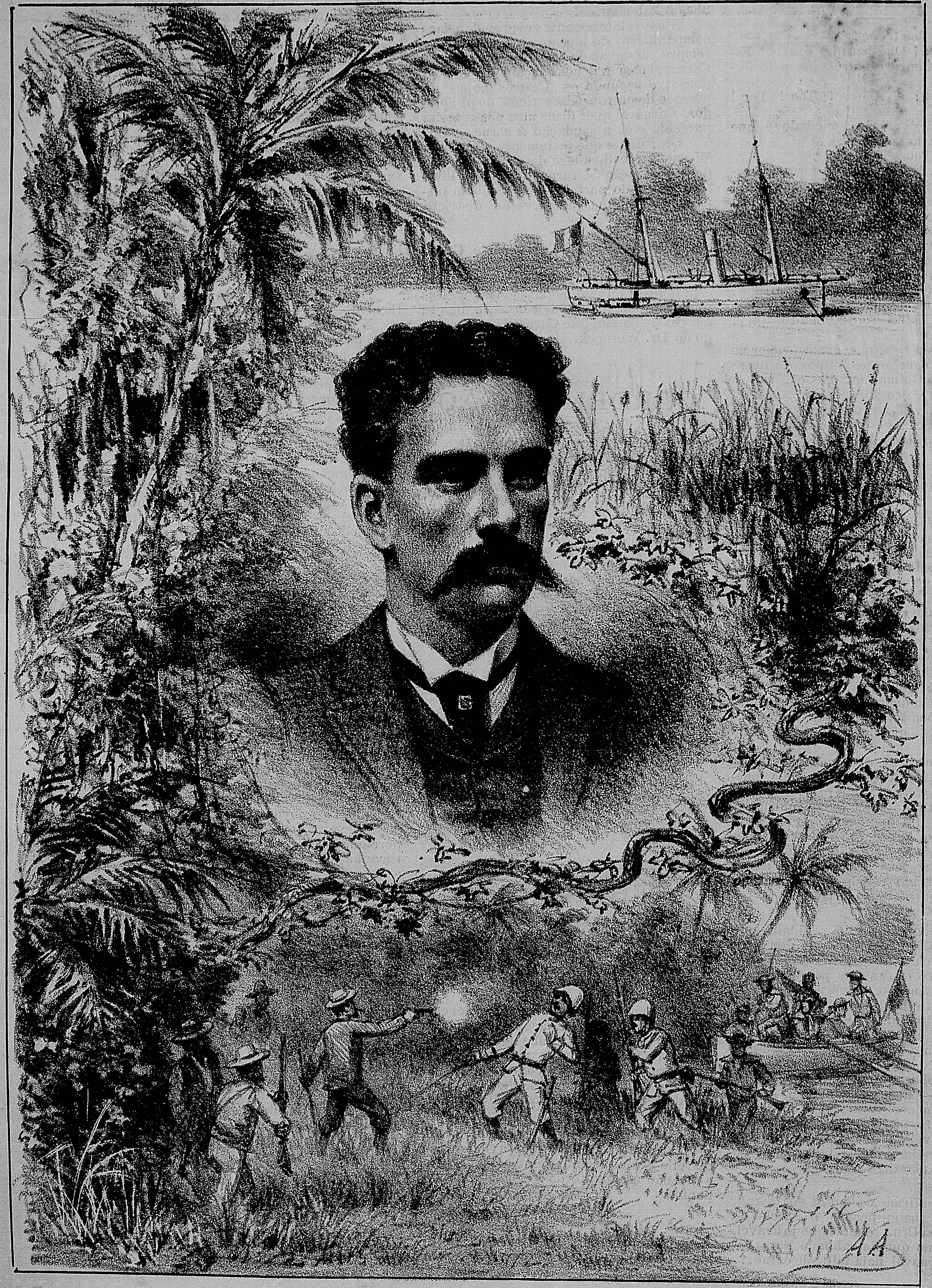
Gravura de Francisco Xavier da Veiga Cabral por Angelo Agostini.

Em 15 de maio de 1895, a população adulta estava a fazer o seu trabalho diário, quer no centro da cidade, quer nos campos, ou a cuidar do gado ou do trabalho agrícola. Sob ordens do governador Charvein, os franceses tinham navegado no pequeno rio Amapá desde cedo, a bordo do canhoneiro Bengali, pilotado por um brasileiro chamado Evaristo Raimundo. O comandante era o Tenente-Capitão Lunier e a missão era capturar Cabralzinho se ele resistisse à ordem de libertar Trajano. Após a sua detenção, os gendarmes da Legião Estrangeira Francesa tiveram a missão de o levar para Caiena. Desembarcaram e cercaram a casa de Cabralzinho, tendo feito reféns e deixado mortos entre a parcela da população que resistiu.
As exigências do Capitão Lunier foram claramente ouvidas. Perante a recusa de Cabralzinho, ele tomou uma posição de luta. Em pouco tempo, os amigos de Cabralzinho começaram a juntar-se, e oitenta dos homens do Capitão Lunier começaram a lutar incontrolavelmente, após a morte do seu líder, e preocupados com a maré baixa que certamente iria fazer com que o barco, que tinha um casco muito alto, ficasse preso, eventualmente batendo em retirada. A escaramuça envolvera 340 tropas e deixou mais de 100 mortos entre civis e militares de ambos os lados.
É Cabralzinho que parece ter morto Lunier com a pistola de um gendarme francês. A reação dos brasileiros e o massacre dos habitantes da cidade significou que o conflito disputado tinha de ser resolvido o mais rapidamente possível. Após longas conversações, um protocolo de arbitragem negociado por Stephen Pichon, ministro francês plenipotenciário no Rio de Janeiro, foi elaborado em 10 de abril de 1897, confiando ao Presidente da Confederação Suíça a resolver a disputa.
Os acontecimentos no Amapá tiveram grandes repercussões internacionais. No Brasil, a imprensa estava protestou contra o plano do governador de Caiena de mandar fuzilar os brasileiros como prisioneiros. O próprio governador prometeu uma recompensa de um milhão de francos para qualquer pessoa que capturasse Cabralzinho vivo, enquanto tentara justificar suas ações ao governo central francês.
As relações diplomáticas entre o Brasil e a França encontravam-se em baixa e precisavam de reformulação. O governo francês reconheceu a responsabilidade do governador Charvein pelo massacre de 15 de Maio de 1895. A sua saída de Cayenne foi imediata, ganhando-lhe, como "recompensa", uma reforma obrigatória. Mas a imprensa francesa persistiu em declarar Cabralzinho culpado. Sua saída de Cayenne foi imediata, valendo-lhe, como "recompensa“, uma aposentadoria forçada. Charvein é substituído pelo um novo governador, Lamothe, que é autorizado a devolver os brasileiros encarcerados. Cabralzinho foi nomeado general honorário do Exército Brasileiro e elevado a herói nacional.

## Arbitragem suíça
O Barão de Rio Branco foi encarregado de um tratado de arbitramento, buscando pôr fim às discordâncias quanto à delimitação territorial. O Barão notara que o Reino Unido também tinha interesse na área, e não desejava ver a França dominando toda a região das Guianas através do território reivindicado pelos colonos franceses tal como na República de Cunani, ameaçando sua própria colônia da Guiana Britânica ao cercá-la pelo sul.
O protocolo de 1° de abril de 1897, assinado entre os dois governos, determina de maneira mais ou menos precisa os limites desse território disputado. Artigo 1º: A República dos Estados Unidos do Brasil pretende que, de acordo com o sentido preciso do Artigo 8º do Tratado de Utrecht, o rio Japoc ou Vicente Pinzón é o Oiapoque que deságua no oceano a oeste do cabo Orange e que a linha de fronteira deve ser traçada pelo seu talvegue.
A República Francesa pretende que, de acordo com o sentido preciso do Artigo 8º do Tratado de Utrecht, o rio Japoc ou Vicente Pinzón é o rio Araguari (Araouary), que deságua no oceano ao sul do cabo do Norte e que a linha de fronteira deve ser traçada pelo seu talvegue. Artigo 2º: A República dos Estados Unidos do Brasil pretende que o limite interior, parte do qual foi provisoriamente reconhecido pela Convenção de Paris de 28 de agosto de 1817, situa-se ao longo do paralelo de 2º24’, que, partindo do Oiapoque, termina na fronteira da Guiana Holandesa. A França pretende que o limite interior é a linha que, partindo da cabeceira principal do Araguari, segue para oeste paralelamente ao rio Amazonas até a confluência com a margem esquerda do rio Branco e segue por essa margem até encontrar o paralelo que passa pelo ponto extremo da serra do Acaraí.
Todavia, antes que o presidente suíço, Walter Hauser, anunciasse sua decisão, o Barão do Rio Branco desistiu de nossas pretensões ao paralelo de 2º24’:  É melhor não citar, porque o público pensará que perdemos alguma cousa. Nós pedimos ao Norte da serra de Tumucumaque a linha do paralelo de 2° 24', que nos daria uns 8 000 quilômetros quadrados mais; porém não acho possível que tenhamos isso, porque o próprio tratado declarou que era linha provisória, e não tínhamos outro tratado ou convenção além do de 1817, — declarado provisória, — para defender essa linha, que Caetano da Silva declarou que seria exorbitante pedir isso, e que não há um só mapa brasileiro que dê o limite por aí; em todos o limite é a serra de Tumucumaque.

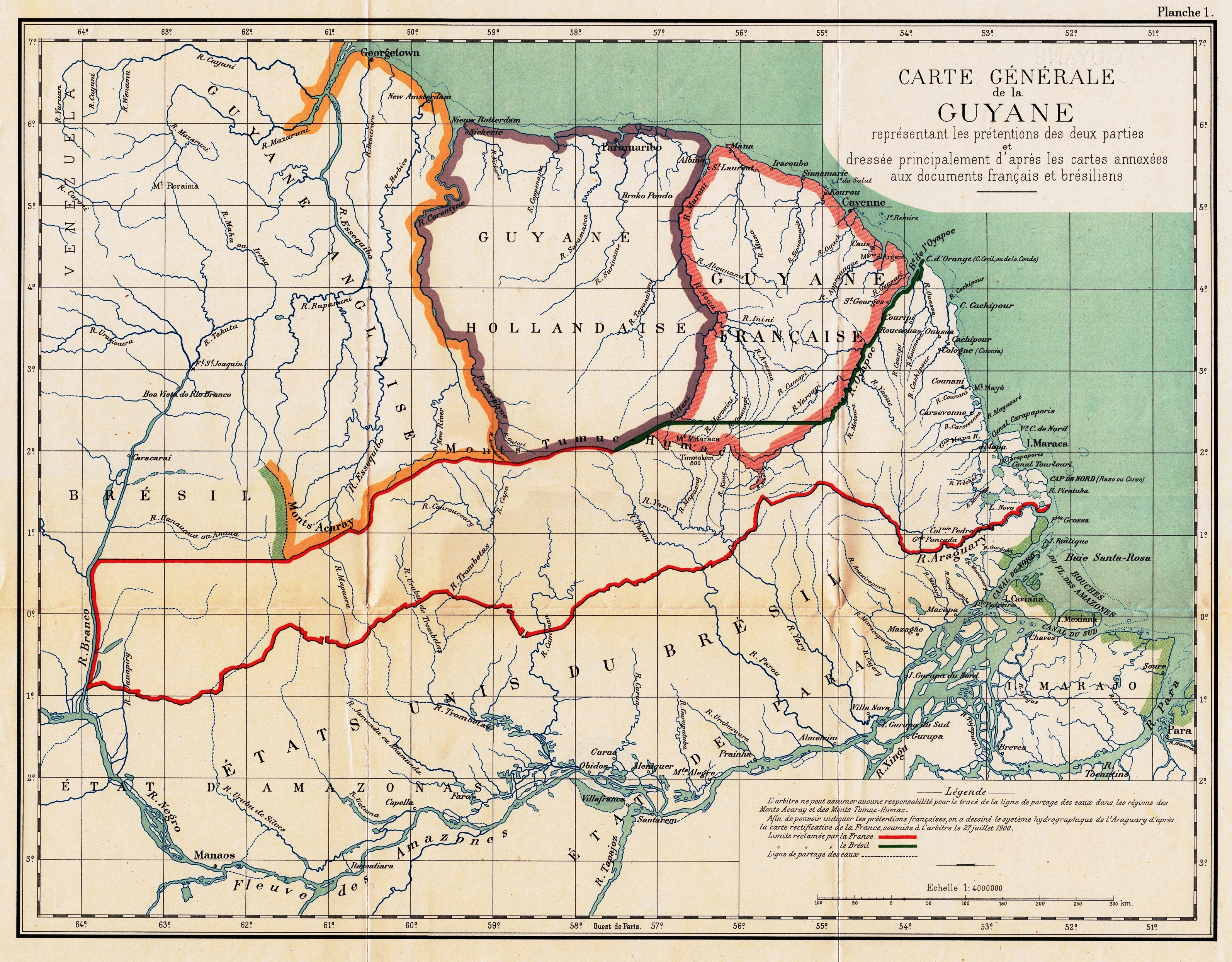
Mapa que apresenta as pretensões brasilera e francesa descritas nos artigos 1° e 2° do Compromisso de 1897.

O Governo francês tentou introduzir a possibilidade do árbitro recorrer a uma transação, mas o Brasil insistiu que o mesmo se restringisse à eliminar as ambiguidades sobre o território, em particular o rio Oiapoque. Os fatos foram definitivamente resolvidos com a sentença suíça em favor do Brasil e cujas conclusões foram anunciadas em 1 de dezembro de 1900, pelo presidente suíço, Walter Hauser:
"I - De acordo com o significado preciso do Artigo 8 do Tratado de Utrecht, o rio Japoc ou Vincent Pinçon é o Oyapoc que desagua no oceano imediatamente a oeste do Cabo de Orange e que, pela sua talvegue, forma a linha fronteiriça.

II - Desde a nascente principal deste rio Oyapoc até à fronteira holandesa, a bacia hidrográfica da Amazónia, que nesta região é quase inteiramente formada pelo cume das montanhas Tumuc-Humac, forma o limite interior."
Esta arbitragem baseia-se no trabalho de vários geógrafos, dos quais os mais decisivos são os do francês Élisée Reclus (incluindo a Nova Geografia Universal), considerada mais neutra, e Henri Coudreau.